# Bergschäferei (Heidesee)
Die Bergschäferei ist ein Wohnplatz im Ortsteil Blossin der Gemeinde Heidesee (Landkreis Oder-Spree, Brandenburg). Die Schäferei wurde vor 1745 und noch ohne Eigennamen auf dem Gebiet des Amtes Blossin angelegt. 1775 wird sie dann Heyde-Schäfferey genannt. 1805 erscheint auch der Name Bergschäferei. Sie gehörte später zum Gutsbezirk Blossin, der 1928 mit der Gemeinde Blossin vereinigt. Heute gibt es auf der Gemarkung von Friedersdorf nahe dem Wohnplatz Bergschäferei des Ortsteils Blossin ebenfalls einen Wohnplatz Bergschäferei.

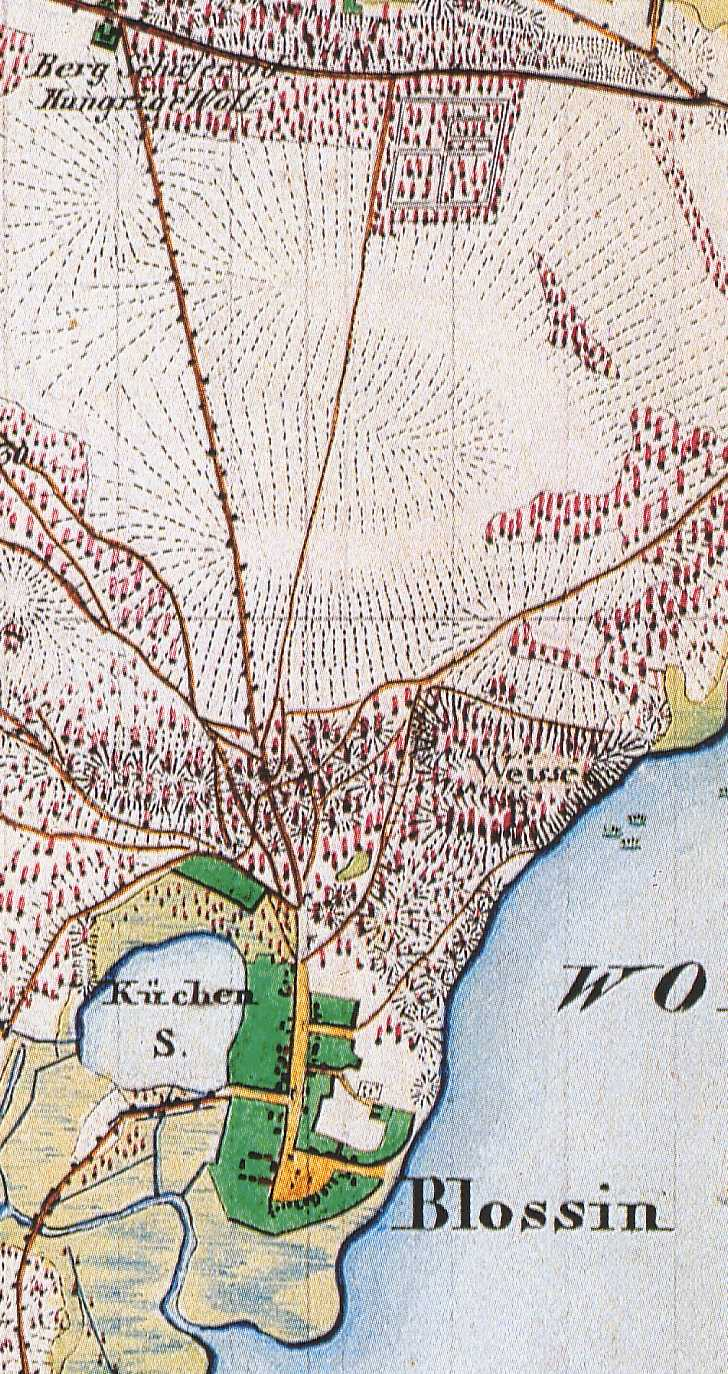
Blossin mit Bergschäferei auf dem Urmesstischblatt 3748 Friedersdorf von 1841

## Lage
Der Wohnplatz Bergschäferei (Straßenname Alte Schäferei 1) liegt knapp 2,5 Kilometer nordnordwestlich vom Ortskern von Blossin an der von Blossin nach Friedersdorf führenden L 39, und knapp 2,5 Kilometer südsüdöstlich von Ortskern von Friedersdorf. Er liegt auf 44 m ü. NHN, verglichen mit dem Ortskern von Blossin (36 m ü. NHN) tatsächlich etwas erhöht.

## Geschichte
Die Schäferei wurde vor 1745 und noch ohne Eigennamen auf dem Gebiet des Amtes Blossin angelegt. 1775 wird sie Heyde-Schäfferey genannt. 1805 erscheint der heutige Name Bergschäferei. Im Urmesstischblatt von 1841 wird sie als Bergschäferei oder Hungrige Wolf bezeichnet. Riehl und Scheu nennen sie wieder Heideschäferei. 1810 (auf das Jahr 1811) wurde das Vorwerk Blossin und die Bergschäferei zu Erbpacht verkauft. Käufer war ein Graf v. d. Schulenburg-Vitzenburg. Er ging 1825 in Konkurs und das Gut wurde versteigert. 1848 und 1852 war Blossin mit der Bergschäferei im Besitz eines Hinrichs. Um diese Zeit wurde der Gutsbezirk Blossin (neben dem Gemeindebezirk) eingerichtet. Nach der Auflösung der Ämter und Einführung der Amtsbezirke 1874 war der Ziegeleibesitzer (in Zernsdorf) Eduard Hermann Riemeyer Rittergutsbesitzer in Blossin. Er wurde zum Amtsvorsteher des Amtsbezirks 2 Friedersdorf eingesetzt. Er besaß das Gut bis mindestens 1885, spätestens bis 1889, denn in diesem Jahr ist bereits ein Willmann, wohl der folgende Oskar Willmann als Rittergutsbesitzer in Blossin belegt. 1893 gehörte das Gut Oskar Willmann, der in diesem Jahr Wahlmann für den Kreis Beeskow-Storkow war. Ab 1896 war Max Willmann Besitzer das Rittergut Blossin mit der Bergschäferei. Er hielt den Besitz bis mindestens 1929.
| Jahr      | 1774 | 1801 | 1858 | 1885 | 1925 |
| Einwohner | 4    | 11   | 14   | 6    | 3    |

## Kommunalpolitische Geschichte
Die Bergschäferei gehörte als Bestandteil des Rittergutes Blossin bis 1816 zum Beeskow-Storkowischen Kreis, der in diesem Jahr aufgelöst wurde. Von 1817 gehörte die Bergschäferei nun zum Kreis Teltow-Storkow, der aber bereits 1835 wieder aufgelöst wurde. Die beiden früheren Herrschaften Beeskow und Storkow wurden 1835 wieder in einem Kreis vereinigt (Landkreis Beeskow-Storkow). 1829 war das Amt Blossin aufgelöst und die Amtsdörfer dem Amt Königs Wusterhausen (Herrschaft Königs Wusterhausen) zugewiesen worden. Als Bestandteil des Rittergutes Blossin bildete die Bergschäferei in der weiteren Folge keinen eigenen Gutsbezirk. 1928 wurde der Gutsbezirk Blossin (einschl. der Bergschäferei) aufgelöst und mit der Gemeinde Blossin vereinigt. 1931 wurde die Bergschäferei als Wohnplatz von Blossin geführt. In der ersten Kreisreform von 1950 kam die Blossin mit der Bergschäferei dann zum Kreis Fürstenwalde, der in diesem Zuschnitt aber nur bis 1952 Bestand hatte. In der zweiten umfassenden Kreis- und Bezirksreform wurde der Kreis Fürstenwalde völlig neu zugeschnitten und verlor wieder große Gebiete. Blossin kam nun zum neu geschaffenen Kreis Königs Wusterhausen. Nach der Wende 1990 wurde dieser Kreis noch in Landkreis Königs Wusterhausen umbenannt. Er ging in der Kreisreform von 1993 im neuen Landkreis Dahme-Spreewald auf. Im Zuge der Verwaltungsreform wurde 1992 das Amt Friedersdorf gebildet, das u. a. auch die Verwaltungsgeschäfte der Gemeinde Blossin besorgte. Zum 15. Mai 2002 schloss sich Blossin mit fünf anderen Gemeinden zur neuen Gemeinde Heidesee zusammen, der zum 26. Oktober 2003 fünf weitere Gemeinden er Gesetz zugewiesen wurden. Das Amt Friedersdorf wurde zum 26. Oktober 2003 aufgelöst. Nach der offiziellen Behördenbezeichnung ist Bergschäferei nun ein Wohnplatz im Ortsteil Blossin der Gemeinde Heidesee.

## Belege